# 1992年夏季残疾人奥林匹克运动会哥斯达黎加代表团
1992年夏季残疾人奥林匹克运动会哥斯达黎加代表团是哥斯达黎加派出的1992年夏季残疾人奥林匹克运动会代表团。未获得奖牌。